# Вулиця Залізняка (Львів)
Ву́лиця Залізняка — вулиця у Франківському районі міста Львова, в місцевості Новий Світ. Сполучає вулиці Євгена Коновальця та Героїв УПА, утворюючи перехрестя з вулицями Гіпсовою та Сельських.

## Історія та назва
Від початку XIX століття й до 1901 року вулиця мала назву — Болотна. У 1901 році вулицю перейменували на честь львівської шляхетської родини меценатів і жертводавців XVIII—XIX століть Дунін-Борковських. Під час німецької окупації, у 1943 році — Мольткеґассе, на честь німецького генерала-фельдмаршала XIX століття Гельмута фон Мольтке. У липні 1944 року повернена передвоєнна назва вулиці — Дунін-Борковських, але 1945 року перейменована на вулицю Мінську, на честь міста-героя Мінська. У 1945 році вчергове повернули назву — вулиця Дунін-Борковських. Сучасна назва — вулиця Максима Залізняка, на честь одного з ватажків Коліївщини (козацько-селянське національно-визвольне повстання у Правобережній Україні у 1768—1769 роках), походить від 1946 року. 

## Забудова
В архітектурному ансамблі вулиці Залізняка переважають конструктивізм, класицизм, садибна забудова початку XX століття. До реєстру пам'яток архітектури місцевого значення внесено віллу (№ 4) та будівля колишнього Реколекційного дому отців єзуїтів з костелом єзуїтів святого Йосифа і блаженного Андрія Боболі (нинішня церква Святого Йосифа Обручника).

### Будинки
№ 4 — вілла (колишня адреса — вул. Дунін-Борковських, 2). У 1910—1930-х роках власницею будинку була Марія Ауліх. Тут з родиною у 1924—1932 та 1935—1948 роках мешкав польський конструктор-машинобудівник, доктор технічних наук, професор Львівської політехніки, декан механічного факультету, завідувач кафедри теорії механізмів і машин Львівського політехнічного інституту Вітольд Ауліх, внук Марії. Вілла родини Ауліх внесена до Реєстру пам'яток архітектури місцевого значення під охоронними № 2113-м та № 2587-м.
№ 5 — триповерховий житловий будинок. На першому поверсі міститься бібліотека-філія № 10 ЦБС для дітей міста Львова.
№ 10 — триповерховий житловий будинок. На першому поверсі будинку за Польщі працювало ательє дамських капелюхів Ґрошека. 
№ 11, 11а — двоповерховий будинок (колишня адреса — вул. Дунін-Борковських, 1, 3), збудований за спільним проєктом архітекторів Юзефа Пйонтковського та Кароля Ріхтмана як Реколекційний дім отців Єзуїтів у Львові. При реколекційному домі у 1914—1916 роках збудовано костел єзуїтів святого Йосифа і блаженного Андрія Боболі за спільним проєктом архітекторів Станіслава Дидека та Франциска Мончинського. У вересні 1939 року під час обстрілу та авіабомбардування Львова дахи реколекційного дому та костелу були пошкоджені. Радянська влада закрила дім 4 квітня 1946 року. Спочатку, у будинку відкрили школу, а 21 липня 1949 року передали Львівському лісотехнічному інституту. Згодом добудовано другий поверх, який з'єднано окремою галереєю з костелом, усунено декор головного фасаду дому. У будівлі костелу облаштували адміністративні приміщення та клуб інституту. У костелі був актовий зал, а пошкоджене крило перебудували під танцювальний зал. У серпні 1993 року частину будівлі передано під новіціят греко-католицького Згромадження сестер милосердя святого Вінсента де Поля. У костелі нині діє греко-католицька церква святого Йосифа Обручника, a більшу частину приміщень дому використовує навчально-науковий інститут деревообробних та комп'ютерних технологій і дизайну НЛТУ. Будинок внесений до Реєстру пам'яток архітектури місцевого значення під охоронним № 2436-м.
№ 21 — триповерхова неоготична будівля колишньої польської школи імені Генрика Сенкевича збудована у 1905—1906 роках за проєктом архітектора Міхала Лужецького.
Під час листопадових подій 1918 року в школі імені Генрика Сенкевича створений польський пункт опору проти встановлення у Львові української державності, який очолив майор Здіслав Трешньовський (псевдо «Татар»), учасник першої світової війни. Трешньовський не лише організував пункт опору, а й керував обороною школи. Згодом в школі було організовано місце постою V підрозділу оборони Львова. Всередині школи розташовувалася зброярня та польова кухня. Школа Сенкевича була одним з найважливіших стратегічних об'єктів, які займали поляки через те, що неподалік неї розташований Залізничний вокзал. Учні цієї школи брали активну участь в обороні Львова. Разом з іншими бійцями вони були нагороджені військовою відзнакою «Хрест Оборони Львова». За радянських часів — один з корпусів ВО «Кінескоп». Нині — офісна будівля.